# 7 août
Pour les articles homonymes, voir Sept-Août.
7 juillet 7 septembre
Chronologies thématiques
- Croisades
- Ferroviaires
- Sports
- Disney
- Anarchisme
- Catholicisme

Abréviations / Voir aussi
- (° 1852) = né en 1852
- († 1885) = mort en 1885
- a.s. = calendrier julien
- n.s. = calendrier grégorien
- Calendrier
- Calendrier perpétuel
- Liste de calendriers
- Naissances du jour

Le 7 août ou 7 aout est le 219e jour de l'année du calendrier grégorien, 220e lorsqu'elle est bissextile, il en reste ensuite 146.
Son équivalent était généralement le 20 thermidor du calendrier républicain / révolutionnaire français, officiellement dénommé jour de l'écluse (l'ouvrage hydraulique).

## Événements

### VIIesiècle
- 626 : victoire des Blachernes sur Avars et Slaves qui lèvent leur siège de Constantinople.

### Xesiècle
- 936 : couronnement du roi Othon Ier de Germanie dit « le Grand ».

### XVIIesiècle
- 1636 : les Espagnols prennent la ville de Corbie, ce qui provoque l'inquiétude des Parisiens, qui redoutent que les 35 000 hommes du cardinal-infant don Fernando ne déferlent sur leur ville.

### XIXesiècle
- 1815 : Napoléon Ier part en exil pour l’île de Sainte-Hélène.

### XXesiècle
- 1914 : les troupes françaises entrent à Thann (Haut-Rhin), première ville d'Alsace définitivement libérée, pendant la Première Guerre mondiale.
- 1942 : débarquement à Guadalcanal par les Américains.
- 1944 : troisième visite de Winston Churchill sur le front de Normandie.
- 1956 : catastrophe de Cali en Colombie.
- 1958 : résolution no 129 du Conseil de sécurité des Nations-Unies (plaintes du Liban et de la Jordanie).
- 1960 : indépendance de la Côte d'Ivoire.
- 1964 : le Congrès des États-Unis adopte la résolution du golfe de Tonkin, permettant de prendre les mesures jugées nécessaires pour riposter à toute attaque nord-vietnamienne, ou prévenir celles-ci.
- 1990 :
  - les États-Unis lancent l’opération Bouclier du désert, en réaction à l'invasion du Koweït par l'Irak.
  - la France est le 23e État (le premier dans l'Europe Communautaire) à ratifier la Convention relative aux droits de l'enfant.
- 1998 : attentats terroristes contre les ambassades des États-Unis au Kenya et en Tanzanie, attribués à ben Laden.

### XXIesiècle
- 2008 : début de la guerre d'Ossétie du Sud de 2008.
- 2010 : Juan Manuel Santos devient président de la Colombie.
- 2014 : Khieu Samphân et Nuon Chea, anciens dirigeants khmers rouges, sont condamnés à la prison à perpétuité.
- 2016 : Evaristo Carvalho est élu président de Sao Tomé-et-Principe.
- 2019 : au Yémen, des combats éclatent à Aden, entre les forces gouvernementales et les séparatistes du Conseil de transition du Sud.

## Arts, culture et religion
- 1316 : le cardinal catholique occitan Jacques Duèze est élu pape par ses pairs à Lyon. Il réside en Avignon sous les nom et quantième de Jean XXII.

## Sciences et techniques
- 1976 : la sonde spatiale Viking 2 entre en orbite autour de la planète Mars.
- 2000 : aux États-Unis, lancement du site web d'art DeviantArt.

## Économie et société
- 2020 : accident à l’atterrissage d'un Boeing 737 assurant le Vol Air India Express 1344, entre Dubaï (Émirats arabes unis) et Kozhikode (Inde), avec 191 personnes à bord. Le bilan est d'au moins 19 morts et des dizaines de blessés — dont 15 gravement —[2],[3].

## Naissances

### IVesiècle
- 317 : Constance II, empereur romain de 337 à 361 († 3 novembre 361).

### Xesiècle
- 980 : Avicenne, philosophe et médecin persan  († août 1037).

### XVIesiècle
- 1533 : Alonso de Ercilla, poète et soldat espagnol († 29 novembre 1594).
- 1560 : Élisabeth Báthory, comtesse hongroise connue pour ses meurtres et la légende qui en découla (° 21 août 1614).

### XVIIesiècle
- 1676 : Alberto de Churriguera, sculpteur de retables et un architecte espagnol († 27 février 1750).

### XVIIIesiècle
- 1764 : Lucile de Chateaubriand, femme de lettres française, autrice de contes et de poèmes en prose († 1804).
- 1783 : John Heathcoat, inventeur anglais d'une machine à faire de la dentelle († 17 janvier 1861).

### XIXesiècle
- 1821 : Cayetano Sanz, matador espagnol († 21 septembre 1891).
- 1846 :   
  - Hermann Paul, philologue allemand († 29 décembre 1921)
  - Anna Haining Bates, géante canadienne († 5 août 1888)
- 1859 : Gustave Belot, philosophe français († 21 décembre 1929).
- 1862 : Albert de Puyou, comte de Povourville, poète, traducteur et ésotériste français († 1939).
- 1867 : Emil Nolde, peintre expressionniste et un aquarelliste allemand († 13 avril 1956).
- 1871 : Abanîndranâth Tagore (অবণীনদরনাথ ঠাকুর), peintre et écrivain indien († 5 décembre 1951).
- 1876 : Mata Hari (Margaretha Geertruida Zelle dite), danseuse et espionne néerlandaise († 15 octobre 1917).
- 1877 : Ulrich Salchow, patineur suédois, champion olympique en 1908 († 19 avril 1949).
- 1881 : François Darlan, amiral et homme politique français († 24 décembre 1942).
- 1884 :
  - Billie Burke, actrice américaine († 14 mai 1970).
  - Nikolai Triik, peintre estonien († 12 août 1940).
  - Paul Frolich, militant luxembourgiste allemand († 16 mars 1953).
- 1889 : Léon Brillouin, physicien franco-américain, connu pour ses travaux en mécanique quantique et en physique du solide († 4 octobre 1969).
- 1895 : Alain Saint-Ogan, auteur et dessinateur de bande dessinée français († 22 juin 1974).

### XXesiècle
- 1901 : Ann Harding, actrice américaine († 1er septembre 1981).
- 1902 : Douglas Lowe, athlète britannique spécialiste du demi-fond, double champion olympique († 30 mars 1981).
- 1904 : Ralph Bunche, politologue et diplomate américain, prix Nobel de la paix en 1950 († 9 décembre 1971).
- 1906 : Nelson Goodman, philosophe et logicien américain († 25 novembre 1998).
- 1907 : Lucy Cranwell, botaniste néo-zélandaise († 8 juin 2000).
- 1910 : Lucien Hervé, photographe français d'origine hongroise († 28 juin 2007).
- 1911 : 
  - Jan Pietraszko, évêque polonais, vénérable catholique († 2 mars 1988).
  - Nicholas Ray, acteur, réalisateur et scénariste américain († 16 juin 1979).
- 1916 : Lawrence Trevor Picachy, cardinal indien, jésuite et archevêque de Calcutta († 30 novembre 1992).
- 1921 :
  - Warren Covington (en), tromboniste et chef d’orchestre américain († 24 août 1999).
  - Manitas De Plata, guitariste gitan († 5 novembre 2014).
  - Maurice Tillieux, auteur de bande dessinée belge († 2 février 1978).
- 1922 :
  - Pierre Trabaud, comédien et doubleur, l'une des voix françaises de Popeye en dessin animé, de Daffy Duck, Joe Dalton, etc. († 26 février 2005).
- 1924 : Jean Dorst, naturaliste français académicien ès sciences († 8 août 2001).
- 1925 : Felice Bryant, compositrice américaine († 22 avril 2003).
- 1928 :
  - James Randi, illusionniste canadien († 20 octobre 2020).
  - Herb Reed, chanteur américain du groupe The Platters († 4 juin 2012).
  - Michel Roquebert, écrivain français († 15 juin 2020).
- 1929 : Don Larsen, joueur de baseball américain († 1er janvier 2020).
- 1930 : Veljo Tormis, compositeur estonien († 21 janvier 2017).
- 1931 : Charly Oleg, musicien organiste et co-animateur français de blind tests musicaux à la télévision.
- 1932 :
  - Abebe Bikila, athlète éthiopien, double champion olympique du marathon († 25 octobre 1973).
  - Edward Hardwicke, acteur britannique ( † 16 mai 2011).
- 1933 : Elinor Ostrom, politologue et économiste américaine, première femme prix dit Nobel d'économie († 12 juin 2012).
- 1939 :
  - Anjanette Comer, actrice américaine.
  - Rolan Webster « Ron » Holden, chanteur américain ( † 22 janvier 1997).
- 1940 : Jean-Luc Dehaene, homme politique belge, Premier ministre de 1992 à 1999 († 15 mai 2014).
- 1941 : Michel Rivard, homme politique québécois.
- 1942 :
  - Carlos Monzon, boxeur argentin, champion du monde des poids moyens de 1970 à 1977 († 8 janvier 1995).
  - Billy Joe Thomas, chanteur américain († 29 mai 2021).
  - Caetano Veloso, chanteur et musicien brésilien.
- 1943 : Alain Corneau, réalisateur français († 30 août 2010).
- 1944 : John Glover, acteur américain.
- 1945 :
  - Caroline Cellier (Monique Cellier dite), actrice française de théâtre, de cinéma et de télévision, compagne, épouse puis veuve de Jean Poiret († 15 décembre 2020).
  - Kerry Chater (en), musicien et compositeur canadien du groupe Gary Puckett & The Union Gap (en).
  - Alan Page, joueur de football américain puis juge assesseur de la Cour suprême du Minnesota.
- 1946 : Alejandro Iaccarino, homme politique argentin.
- 1947 : Kerry Reid, joueuse de tennis australienne.
- 1948 : Christian-Philippe Chanut, prêtre catholique français († 17 août 2013)
- 1949 : Walid Joumblatt (وليد جنبلاط), homme politique libanais.
- 1950 : Dave Wottle, athlète américain spécialiste du demi-fond, champion olympique.
- 1952 :
  - Caroline Aaron, actrice et productrice américaine.
  - Brigitte Maier, actrice pornographique américaine.
- 1953 : Guy de Kerimel, évêque catholique français, archevêque de Toulouse.
- 1956 : Kent Vernon Rominger, astronaute américain.
- 1957 : Aleksandr Dityatin, gymnaste soviétique, triple champion olympique.
- 1958 : 
  - Bruce Dickinson, chanteur anglais.
  - Larissa Karlova, joueuse de handball ukrainienne, double championne olympique.
- 1959 : Pascal Boucherit, kayakiste français, médaillé olympique.
- 1960 : David Duchovny, acteur américain.
- 1961 : Yelena Davydova, gymnaste soviétique, double championne olympique.
- 1962 :
  - Bruno Pelletier, chanteur québécois.
  - Alain Robert, grimpeur urbain français.
- 1964 : Ian Dench (en), guitariste et compositeur britannique du groupe EMF.
- 1966 : Jimmy Wales, homme d'affaires américain, fondateur de Bomis et cofondateur de Wikipédia.
- 1971 : 
  - Jean-Charles Lajoie, animateur de sports québécois.
  - Armel Roussel, metteur en scène belgo-français.
  - Sydney Penny, actrice américaine.
  - Stephan Volkert, rameur d'aviron allemand, double champion olympique.
- 1972 : Xeno Müller, rameur d'aviron suisse, champion olympique.
- 1974 :
  - Dana Dawson, chanteuse américaine († 10 août 2010).
  - David Girandière, joueur puis entraîneur français de basket-ball.
- 1975 :
  - Gaahl, chanteur norvégien.
  - Hans Matheson, acteur britannique.
  - Edgar Renteria, joueur de baseball colombien.
  - Charlize Theron, actrice sud-africaine.
- 1976 : Nicolas Brusque, joueur de rugby français.
- 1977 : Laurent Artufel, acteur, auteur et animateur français.
- 1978 :
  - Alexandre Aja, réalisateur, acteur et producteur français.
  - Loan Laure, actrice française.
- 1979 :
  - Eric Johnson, acteur canadien.
  - Birgit Zotz, auteure autrichienne.
- 1982 :
  - Juan Martín Hernández, joueur de rugby argentin.
  - Marco Melandri, pilote de vitesse moto italien.
  - Yana Klochkova, nageuse ukrainienne, quadruple championne olympique.
- 1983 : Diana Aguavil, femme politique équatorienne.
- 1985 : Loïc Perrin, footballeur professionnel français.
- 1986 : Valter Birsa, footballeur professionnel slovène.
- 1987 : Sidney Crosby, joueur de hockey sur glace canadien.
- 1988 :
  - Jonathan Bernier, joueur professionnel de hockey sur glace canadien.
  - Adrien Moerman, basketteur français.
- 1989 : DeMar DeRozan, basketteur américain.
- 1991 : Mike Trout, joueur de baseball professionnel américain.
- 1995 : Hamidou Camara, est un financier et personnalité politique guinéen.
- 2000 : 
  - Lauren Hemp, footballeuse anglaise.
  - Jandro Orellana, footballeur espagnol.
  - David Jurásek, footballeur tchèque.
  - Keion Brooks Jr., basketteur américain.

### XXIesiècle
- 2002 : 
  - Fredrik Oppegård, footballeur norvégien.
  - Nicolò Cudrig, footballeur italien.
- 2003 :
  - Benjamin Boos, coureur cycliste allemand.
  - Anastasia Gorbenko, nageuse israélienne.
  - Savannah Sutherland, athlète de haies canadienne.
- 2004 : 
  - Mario Dorgeles, footballeur ivoirien.
  - Hazuki Watanabe, gymnaste artistique japonaise.
- 2005 : Travis Mutyaba, footballeur ougandais.

## Décès

### XVesiècle
- 461 : Majorien, empereur romain d'occident, de 457 à 461 (° vers 420).

### XIesiècle
- 1028 : Alphonse V, roi de León, de 999 à 1028 (° vers 994).

### XIIesiècle
- 1106 : Henri IV, empereur du Saint-Empire (° 11 novembre 1050).

### XIVesiècle
- 1385 : Jeanne de Kent, princesse anglaise (° 29 septembre 1326).

### XVesiècle
- 1485 : Alexandre Stuart, fils du roi d'Écosse et duc d'Albany (° 1454).
- 1491 : Jacques Barbireau, compositeur franco-flamand (° vers 1455).

### XVIesiècle
- 1543 : Jean Le Veneur, cardinal et homme politique français (° vers 1473)
- 1547 : Gaétan de Thiène, religieux italien et saint de l'Église Catholique (° octobre 1480).

### XVIIesiècle
- 1616 : Vincenzo Scamozzi, architecte et scénographe vénitien (° 2 septembre 1548
- 1622 : Hasekura Tsunenaga, samouraï, diplomate et explorateur japonais converti au christianisme (° 1571).
- 1632 : Robert de Vere, militaire anglais et comte d'Oxford (° 23 août 1575).
- 1643 : Hendrik Brouwer, marin, explorateur et gouverneur colonial néerlandais (° 1581).
- 1649 : Marie-Léopoldine d'Autriche, impératrice du Saint-Empire, femme de Ferdinand III (° 6 avril 1632).
- 1661 : Jin Shengtan, écrivain et critique chinois (° vers 1610).

### XVIIIesiècle
- 1782 : Andreas Sigismund Marggraf, chimiste allemand (° 3 mars 1709).
- 1785 : Louis Antoine de Bourbon, prince et cardinal-prêtre espagnol (° 25 juillet 1727).
- 1800 : Karl Anton von Martini, juriste et un philosophe juridique autrichien (° 15 août 1726).

### XIXesiècle
- 1809 : Jonathan Trumbull, Jr., homme politique américain (° 26 mars 1740).
- 1812 : François-Michel Lecreulx, architecte français (° 1er janvier 1729).
- 1817 : Pierre Samuel du Pont de Nemours, économiste et homme politique français (° 14 décembre 1739).
- 1821 : Johann Eustach von Görtz, homme politique prussien (° 5 avril 1737).
- 1834 : Joseph-Marie Jacquard, inventeur du métier à tisser mécanique (° 7 juillet 1752).
- 1848 : Jöns Jacob Berzelius, chimiste suédois, père de la chimie moderne (° 20 août 1779).
- 1855 : Mariano Arista, général et président mexicain, de 1851 à 1853 (° 26 juillet 1802).
- 1864 : Li Xiucheng, chef militaire révolutionnaire chinois (° 1923).
- 1871 : Edmond Bojanowski, religieux catholique polonais (° 14 novembre 1814).
- 1884 : Xavier Forneret écrivain et poète français (° 16 septembre 1809).
- 1886 : Paul Béranger, homme politique français (° 10 mai 1834).
- 1893 : Alfredo Catalani, compositeur italien (° 19 juin 1854).
- 1899 : Jacob Maris, peintre néerlandais (° 25 août 1837).
- 1900 : Wilhelm Liebknecht, révolutionnaire socialiste allemand (° 29 mars 1826).

### XXesiècle
- 1901 : Oreste Baratieri, général et homme politique italien (° 13 novembre 1841).
- 1913 : Josef Ohrwalder, missionnaire catholique autrichien (° 6 mars 1856)
- 1917 : Edwin Harris Dunning, pilote militaire sud-africain (° 17 juillet 1892).
- 1919 : Cesare Maccari, peintre italien (° 9 mai 1840).
- 1927 : Cyrille V d'Alexandrie, papes de l'Église copte orthodoxe (° 1831).
- 1930 : Vicente Tosta, président du Honduras, de 1924 à 1925 (° 27 octobre 1885).
- 1937 : Takeo Wakabayashi, joueur de football japonais (° 29 août 1907).
- 1938 : Constantin Stanislavski, acteur et metteur en scène russe (° 5 janvier 1863).
- 1941 : Rabindranath Thakur dit « Tagore », écrivain indien, prix Nobel de littérature en 1913 (° 7 mai 1861).
- 1942 : 
  - Jack Dillon, boxeur américain (° 2 février 1891).
  - Thaddée Dulny, séminariste et déporté polonais (° 8 août 1914).
- 1948 : Charles Bryant, réalisateur et auteur britannique (° 8 janvier 1879).
- 1957 : Oliver Hardy, acteur américain (° 18 janvier 1892).
- 1960 : André Bloch, compositeur français (° 14 janvier 1873).
- 1969 : Joseph Kosma, compositeur français d’origine hongroise (° 22 octobre 1905).
- 1970 : Tomu Uchida (内田 吐夢) (Tsunejirō Uchida / 内田 常次郎 dit), réalisateur japonais (° 26 avril 1898).
- 1973 : Régis Blachère, orientaliste français académicien ès inscriptions et des belles-lettres (° 30 juin 1900).
- 1974 : Sylvio Mantha, joueur de hockey sur glace québécois (° 14 avril 1902).
- 1976 : Léonce Dussarrat, résistant français connu sous le nom de « Léon des Landes » (°26 juillet 1904).
- 1982 : Pierre July, homme politique français (° 9 septembre 1906).
- 1984 : Esther Phillips, chanteuse américaine (° 23 décembre 1935).
- 1992 : John Anderson, acteur américain (° 20 octobre 1922).
- 1994 : Robert Hutton, acteur américain (° 11 juin 1920).
- 1996 : 
  - Joseph Asjiro Satowaki (里脇 浅次郎), cardinal japonais, archevêque de Nagasaki (° 1er février 1904).
  - Alice Richter, artiste peintre française (° 12 août 1911).
- 1998 : Max Conchy, footballeur français (° 23 octobre 1911).
- 1999 :
  - Wally Albright, acteur américain (° 3 septembre 1925).
  - Brion James, acteur et producteur américain (° 20 février 1945).
  - John Van Ryn, joueur de tennis américain (° 30 juin 1905).
- 2000 : 
  - Georges Matheron, mathématicien et géologue français (° 2 décembre 1930).
  - Mona-Lisa Pursiainen, athlète de sprint finlandaise (° 21 juin 1951).
  - Mary Anne MacLeod Trump, mère (elle aussi américaine) de Donald Trump (° 10 mai 1912).

### XXIesiècle
- 2001 : 
  - Larry Adler, harmoniciste américain (° 10 février 1914).
  - John Braspennincx, cycliste sur route néerlandais (° 24 mai 1914).
- 2003 : 
  - Pierre Vilar, historien moderniste et hispaniste français (° 3 mai 1906).
  - Rajko Žižić, basketteur yougoslave puis serbe (° 22 janvier 1955).
- 2004 : 
  - Red Adair, homme d'affaires américain (° 18 juin 1915).
  - Didier Bienaimé, acteur français (° 9 juin 1961).
  - Jacques Douai, chanteur français (° 11 décembre 1920).
  - Gordon Smith, footballeur écossais (° 24 mai 1924).
  - Maria Esperanza Medrano de Bianchini, laïque vénézuélienne voyante d'apparitions mariales à Betania en cours de béatification (° 22 novembre 1928)[4].
- 2005 : Peter Jennings, journaliste américain d’origine canadienne, présentateur vedette du réseau ABC (° 29 juillet 1938).
- 2009 :
  - Renée Girard, actrice québécoise (° 21 septembre 1927).
  - François Luchaire, professeur de droit public français, cofondateur et président de l'université de Paris I Panthéon-Sorbonne (° 1er janvier 1919).
  - Daniel Pellus, journaliste et historien français (° 22 décembre 1922).
  - Danko Popovic, écrivain serbe (° 19 août 1928).
  - Jean-Joseph Régent, industriel nantais (° 26 juillet 1924).
- 2010 : Bruno Cremer, acteur de cinéma français (° 6 octobre 1929).
- 2011 : Charlie Bauer, écrivain révolutionnaire français (° 24 février 1943).
- 2012 : Michel Polac, journaliste français (° 10 avril 1930).
- 2013 : Hélène Loiselle, actrice québécoise (° 17 mars 1928).
- 2016 :
  - David M. Borden (en), juriste américain (° 4 août 1937).
  - John Boreland (en), footballeur et militant nord-irlandais (° vers 1969).
  - Yuri Bregel (en) (Юрий Энохович Брегель), historien russe (° 13 novembre 1925).
  - Lawrence Raymond « Larry » Brink (en), joueur de football américain (° 12 septembre 1923).
  - Gustavo Bueno, philosophe espagnol (° 1er septembre 1924).
  - Bryan Clauson, pilote automobile américain (° 15 juin 1989).
  - Rodolfo Camacho, coureur cycliste vénézuélien (° 17 octobre 1975).
  - Joseph R. « Joe » Duplin (en), navigateur américain, champion du monde en 1963 (° 30 mai 1934).
  - Herman Fredrick Gierke III (en), juge américain (° 13 mars 1943).
  - Jack Günthard, gymnaste suisse, médaillé olympique en 1952 (° 8 janvier 1920).
  - Susan Jane « Sagan » Lewis (en), actrice américaine (° 30 novembre 1952).
  - Hans Ragnemalm (en), juriste suédois (° 30 mars 1940).
  - Ronald Scott (en), gestionnaire sportif néo-zélandais (° 21 janvier 1928).
  - Jack Sears, pilote automobile britannique (° 16 février 1930).
  - Peter Stein, juriste britannique (° 29 mai 1926).
  - Roy Summersby (en), footballeur anglais (° 19 mars 1935).
  - William Edward « B. E. » Taylor (en), chanteur et musicien américain (° 18 mars 1951).
  - Dolores Vargas, chanteuse espagnole (° 16 mai 1936).
  - Ruby Winters (en), chanteur américain (° 18 janvier 1942).
- 2018 : Étienne Chicot, acteur français (° 5 mai 1949).
- 2020 : Jean Gandois, ancien patron du CNPF  (° 7 mai 1930).
- 2024 :
  - Patrice Laffont, animateur et producteur de télévision, acteur au cinéma ainsi qu'au théâtre et écrivain français (° 21 août 1939).
  - Jon McBride, astronaute et officier de marine américain (° 14 août 1943).
  - Marie-Josée Roig, femme politique française (° 12 mai 1938).
- 2025 :
  - Gianni Berengo Gardin, photographe et un photojournaliste italien (° 10 octobre 1930).
  - Nemanja Đurić, basketteur puis entraîneur yougoslave et ensuite serbe (° 18 juin 1936).
  - Myint Swe, général et homme d'État birman (° 24 mai 1951).

## Célébrations

### Internationales
- Organisation mondiale de la santé : septième et dernière journée internationale de la Semaine mondiale de l’allaitement maternel[5].
- Asie extrême-orientale : début (du 1er hou) de la période solaire dite d' établissement de l'automne ou lìqiū / 立秋 / risshū, 입추 / ipchu, lập thu, etc., jusqu'au 22 août dans l'hémisphère nord terrestre tempéré.

### Nationales
- Assyriens : journée assyrienne des martyrs / Assyrian Martyr's Day (en) commémorant le massacre de Simele en 1933.
- Colombie : fête de la bataille de Boyacá remportée en 1819 et consacrant l'indépendance de la Grande Colombie.
- Côte d'Ivoire (Union africaine) : fête de l'indépendance commémorant son indépendance politique acquise sur la France en 1960.

### Saints des Églises chrétiennes

#### Saints catholiques et orthodoxes du jour
Référencés ci-après in fine, :
- Afre d'Augsbourg († 304) - ou « Afra » en allemand -, martyre.
- Donat († vers 362), évêque d'Arezzo et martyr en Toscane (Italie).
- Donat († 660), évêque de Besançon.
- Donatien (IVe siècle), évêque de Châlons-en-Champagne, successeur de saint Memmie.
- Irène l'Athénienne († 805), épouse de l'empereur byzantin Léon IV, puis régente, fit élire le patriarche Taraise, convoqua avec son fils Constantin VI le septième concile œcuménique à Nicée.
- Martyre des 6 à 8 de 258 suivants, célébré le 6 août comme parmi eux le pape Sixte infra par les Églises orthodoxes[8] :
  - Félicissime et Agapit, diacres exécutés ce 7 (puis saint Laurent trois jours plus tard),
  - Janvier, Magnus, Vincent et Étienne, sous-diacres également martyrs ce 7 à Rome lors d'une même persécution par l'empereur Valérien ;
  - voire Sixte II († 258 ou 259), 24e pape et patriarche de Rome de fin août 257 à sa mort (martyre) terrestre la veille si en 258.
- Théodose le jeune (IXe siècle - Xe siècle) dit « le Jeune », originaire d'Athènes, thaumaturge solitaire de la région d'Argos.
- Ôr de Scété († vers 390), moine au désert de Scété en Égypte.
- Victrice de Rouen († 407), évêque de Rouen.

#### Saints et bienheureux catholiques du jour
référencés ci-après :
- Agathange de Vendôme (François Nourry) et Cassien de Nantes (Gonzalve Vaz Lopez-Netto) († 1638), bienheureux, prêtres capucins et martyrs à Gondar en Éthiopie.
- Albert de Trapani († 1307) - ou « Albert de Messine » -, prêtre de l'ordre des Carmes, très célèbre en Sicile, premier carme dont le culte s'est propagé dans l'ordre du Carmel.
- Edmund Bojanowski († 1871), bienheureux, fondateur de la congrégation des Servantes de l'Immaculée Conception.
- Edward Bamber, Thomas Whittaker et John Woodcock († 1646), bienheureux, prêtres et martyrs, pendus comme traîtres en Angleterre sous Charles Ier.
- Gaétan de Thiene (1480 - 1547) - ou « Cajetan » -, fondateur de l'ordre des Théatins, né à Vicence et mort à Naples.
- Jourdain Forzaté († vers 1248), bienheureux, abbé de Sainte-Justine de Padoue.
- Julienne de Cornillon (1192 - 1258), vierge, religieuse Augustine puis prieure du monastère du Mont-Cornillon au diocèse de Liège ; date belge, célébrée ailleurs localement le 5 avril[9].
- Michel de la Mora († 1927), prêtre et martyr fusillé dans une étable à Cordona au Mexique, dans la persécution contre l’Église catholique romaine sous Porfirio Diaz ; célébré aussi le 21 mai avec 24 autres martyrs du Mexique[10].
- Nicolas Postgate (° vers 1596 - † 1679), bienheureux, prêtre et martyr en Angleterre.
- Ulrich de Passau († 1121), bienheureux, évêque de Passau.
- Vincent (° vers 1435 - † 1504), bienheureux, frère franciscain.

#### Saints orthodoxes
aux dates parfois "juliennes" / orientales :
- Joseph de Crète († 1874) dit « Vieux-Jean », père de famille devenu moine, ascète et thaumaturge en Crète.
- Job d'Ouchelsk († 1628), moine.
- Pimène († 1110) dit « le Malade » -ou « Pimen »-, ascète de la Laure des Grottes de Kiev.
- Théodora (début du XVIIIe siècle), ascète à Sihla au-dessus du monastère de Neamts en Moldavie.
- Nicanor le Thaumaturge († 1549), né à Thessalonique, ascète sur le Mont Callistrate.

### Prénoms du jour
Bonne fête aux Gaëtan et ses variantes : Gaétan, Gaétana, Gaétane, Gaëtano, Gaëthan, Gaiétana, Caetano (voir Veloso né un 7 août ci-avant), etc.
Et aussi aux Levan.

## Traditions et superstitions

### Astrologie
Signe du zodiaque : seizième jour du signe astrologique du Lion.

## Toponymie
Plusieurs voies, places, sites ou édifices de pays ou provinces francophones contiennent la date du 7 août dans leur nom, sous diverses graphies possibles : voir Sept-Août.